# Ambiga Sreenevasan
Ambiga Sreenevasan, född 1956, är en malaysisk jurist och människorättsaktivist. 
Sreenevasan utbildade sig till jurist vid universitetet i Exeter, Storbritannien och avlade examen 1979. Därefter följde några år av arbete i London innan hon återvände till Malaysia. 
Hon blev invald som ordförande för Malaysian Bar Council år 2007 och arrangerade demonstrationer för att lyfta behovet av reformer inom juridiken i landet för att säkerställa rättssäkerhet. Detta ledde i sin tur till etableringen av en kommission som skulle granska oegentligheter i rättssystemet i Malaysia. Hon fick ta emot hot och trakasserier för sitt arbete från religiösa och konservativa grupper i landet. Hon lämnade arbetet i Malaysian Bar Council 2009 och engagerade sig i organisationen Bersih 2.0, där hon fortsatte arbetet för fria val och tolerans. 
Sreenevasan tilldelades International Women of Courage Award år 2009. 
2011 blev hon utnämnd till hedersdoktor vid sitt alma mater, universitetet i Exeter. 